# Estación de Benicarló-Peñíscola
Benicarló-Peñíscola es una estación ferroviaria situada en el municipio español de Benicarló a 7 km de Peñíscola en la provincia de Castellón, Comunidad Valenciana. Dispone de servicios de Media y Larga Distancia operados por Renfe. También está integrado en el núcleo de Cercanías de Valencia.

## Situación ferroviaria
La estación se encuentra en el punto kilométrico 140,8 de la línea férrea de ancho ibérico que une Valencia con San Vicente de Calders a 23,89 metros de altitud.

## Historia
La estación fue inaugurada el 12 de marzo de 1865 con la apertura del tramo Benicasim-Uldecona de la línea que pretendía unir Valencia con Tarragona. Las obras corrieron a cargo de la Sociedad de los Ferrocarriles de Almansa a Valencia y Tarragona o AVT que previamente y bajo otros nombres había logrado unir Valencia con Almansa. En 1889, la muerte de José Campo Pérez principal impulsor de la compañía abocó la misma a una fusión con Norte. En 1941, tras la nacionalización del ferrocarril en España la estación pasó a ser gestionada por la recién creada RENFE. 
La estación recibía el nombre de ''Benicarló'' (municipio en el que realmente se encuentra) hasta que se procedió al cierre de la estación de Peñíscola por un cambio en el trazado ferroviario y se cambió por ''Benicarló-Peñíscola'' para acallar las quejas vecinales. 

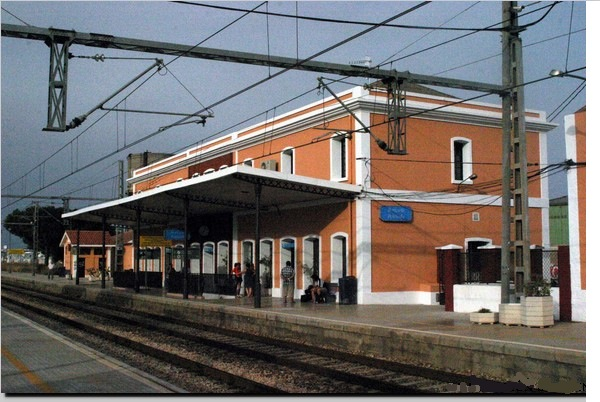
Marquesina de la estación.

Desde el 31 de diciembre de 2004 Renfe Operadora explota la línea mientras que Adif es la titular de las instalaciones ferroviarias.

## Distribución de las vías
La estación posee tres vías, dos de ellas son generales, tratándose de vías banalizadas que permiten la circulación en ambos sentidos, y la vía 3 se utiliza como apartadero, también banalizada.

## Servicios ferroviarios

### Larga Distancia
Cuenta con paradas de trenes de larga distancia Talgo, cuyas relaciones se pueden observar en la siguiente tabla.

### Media Distancia
La estación cuenta con parada de los trenes de Media Distancia de la línea 50 con cuatro trenes diarios, uno Valencia-Barcelona (regional exprés) y tres Valencia-Tortosa (uno de ellos regional y el resto regional exprés).

### Cercanías
Forma parte de la línea ER02, que en la práctica funciona como una prolongación de la línea C-6 de Cercanías Valencia desde el 12 de noviembre de 2018.
En esta estación se detienen  12 trenes por día de lunes a viernes y 9 fin de semanas y festivos entre Valencia Norte y Vinaroz. De ellos, cuatro trenes son servicio compartido con Regional-Exprés con destino final u origen en  Tortosa o Barcelona-Estación de Francia, por lo que no paran en todas las estaciones de recorrido.
| procedencia/destino                        | < estación        | Línea | estación > | destino/procedencia |
| ------------------------------------------ | ----------------- | ----- | ---------- | ------------------- |
| Castellón de la Plana hasta Valencia-Norte | Alcalá de Chivert |       | Vinaroz    | Vinaroz             |

## Conexiones
La estación cuenta con una parada de taxi, así como conexiones con los autobuses urbanos de Peñíscola y Benicarló. Estos son operados por Autos Mediterráneo durante todo el año, aunque solo realizan parada en la estación (que hace de parada terminal) en temporada estival. Salen con una frecuencia de 30 minutos y tienen como destino Peñíscola.